# هازلبورگ
هازلبورگ (به فرانسوی: Haselbourg) یک کمون در فرانسه است که در Canton of Phalsbourg واقع شده‌است.

## خصوصیات
هازلبورگ ۶٫۱۱ کیلومترمربع مساحت و ۳۰۵ نفر جمعیت دارد و ۴۵۰ متر بالاتر از سطح دریا واقع شده‌است.